# محمدرضا جونکی‌زاده
محمدرضا جونکی‌‌زاده ، یک بازیکن فوتبال اهل ایران است.